# ماثيو كار
ماثيو كار (بالإنجليزية: Matthew Carr)‏ هو رسام بريطاني، ولد في 5 فبراير 1953، وتوفي في 23 فبراير 2011 بسبب ابيضاض الدم.